# Kleiner Kaserer
Le Kleiner Kaserer est une montagne qui s’élève à 3 093 m d’altitude dans les Alpes de Zillertal, en Autriche.